# Steve Kahan
Steve Samuel Kahan (New York, 6 augustus 1939 – Sherman Oaks, 4 augustus 2019) was een Amerikaans acteur. Hij was vooral bekend van zijn rol als hoofdinspecteur Ed Murphy in de Lethal Weapon-films.

## Biografie
Kahan werd geboren op 6 augustus 1939 in New York. Hij speelde vaak in films van zijn neef, filmregisseur Richard Donner.
Zijn eerste filmrol was in Superman (1978) als rechercheur die de activiteiten van Lex Luthor onderzoekt. Als karakteracteur speelde hij in zijn carrière vooral bijrollen. Op televisie had hij naast gastrollen in diverse televisieseries ook een terugkerende rol in Knots Landing, Berrenger's en WIOU.
Hij overleed op 4 augustus 2019 in Sherman Oaks, enkele dagen voor zijn 80e verjaardag.